# Uczelnia Państwowa im. Jana Grodka w Sanoku
Uczelnia Państwowa im. Jana Grodka w Sanoku – publiczna uczelnia zawodowa funkcjonująca w Sanoku od 2001 roku.

## Historia
Uczelnia Państwowa im. Jana Grodka w Sanoku została powołana pod nazwą Państwowa Wyższa Szkoła Zawodowa w Sanoku rozporządzeniem Rady Ministrów z 10 kwietnia 2001. Pierwszy rok akademicki PWSZ został rozpoczęty 6 października 2001, a do kształcenia przystąpiło do 250 osób na pięciu kierunkach. W pierwszym roku działalności uruchomiono specjalności: język polski, język i kultura ukraińska, język i kultura słowacka, język i kultura rosyjska, kultura krajów karpackich. 9 maja 2002 patronat nad PWSZ w Sanoku objął Uniwersytet Jagielloński. Do roku akademickiego 2003/2004 przystąpiło niespełna 1500 studentów. Rozporządzeniem Ministra Edukacji Narodowej i Sportu 16 stycznia 2005 został ustanowiony patron uczelni, Jan Grodek (sanoczanin żyjący w XVI wieku, rektor Uniwersytetu Krakowskiego w latach 1540–1541, 1545–1546, 1551–1552), w związku z czym rozporządzeniem Ministra Edukacji Narodowej i Sportu z 26 stycznia 2005 przyjęto nazwę Państwowa Wyższa Szkoła Zawodowa im. Jana Grodka w Sanoku. 
Przez pierwsze dziesięć lat istnienia uczelni kształcenie ukończyło 2554 absolwentów.
Rozporządzeniem Ministra Nauki i Szkolnictwa Wyższego z 12 sierpnia 2019 Państwowa Wyższa Szkoła Zawodowa im. Jana Grodka w Sanoku została przemianowana i z dniem 1 września 2019 roku nosi nazwę Uczelnia Państwowa im. Jana Grodka w Sanoku.
Uczelnia funkcjonuje pod patronatem Uniwersytetu Jagiellońskiego (od 9 maja 2002), Uniwersytetu Rzeszowskiego oraz Politechniki Rzeszowskiej. W 2002 PWSZ w Sanoku zyskała herb, który zaprojektował inż. arch. Jarosław Błyskal.

## Budynki
Uczelnia znajduje się w dzielnicy Śródmieście. Siedzibę i pomieszczenia szkoły ulokowano w budynkach dawnych koszar wojskowych, umiejscowionych w obrębie ulicy Adama Mickiewicza, Fryderyka Szopena oraz Żwirki i Wigury. Pod koniec XX wieku zdecydowano o zagospodarowaniu obiektów. Obiekty zlokalizowane pod adresem ul. Mickiewicza 21 samorząd lokalny przekazał je na rzecz powstałej uczelni PWSZ. Budynki zostały odremontowane i na nowo dostosowane dla potrzeb dydaktycznych.
Powojskowe budynki kampusu uczelni zlokalizowane w obrębie siedziby zostały oznaczone literami A, B, D, E, F (A – administracja, B – Instytut Medyczny, D – od roku 2007, mieści m.in. galerię, E – Centrum Sportowo-Dydaktyczne (ukończone w 2015, w hali sportowej mecze rozgrywają męska drużyna piłki siatkowej TSV Sanok oraz od 2016 Wilki Sanok w lidze unihokeja), F (dawny arsenał) – od 2005/2006, początkowo Instytut Rolnictwa, później Instytut Gospodarki Rolnej i leśnej, także biblioteka (w 2001 utworzony z Biblioteki Pedagogicznej, działającej przy ul. Grzegorza z Sanoka), Studium Języków Obcych, Uniwersytet Trzeciego Wieku.
Budynek C leży osobno, przy ul. Władysława Reymonta 6 w dzielnicy Posada w sąsiedztwie fabryki gumy, od 30 października 2003 stanowił Instytut Mechaniki i Budowy Maszyn, od października 2009 Instytut Techniczny.

## Władze uczelni
- Rektor – dr hab. inż. Mateusz Kaczmarski, prof. UP (od 2020)[27]
- Prorektor – dr hab. n. med. i n. o zdr. Wojciech Roczniak, prof. UP
- Kanclerz – mgr Arkadiusz Sabat

W przeszłości rektorami uczelni byli prof. dr hab. Jan Skoczyński (od 1 czerwca 2001 do 2002, wcześniej mianowany na funkcję pełnomocnika rektora UJ ds. powołania PWSZ w Sanoku), dr Józef Wróbel (wybrany przez Senat PWSZ w maju 2002 na czteroletnią kadencję, pełnił stanowisko do 2003), dr hab. Halina Mieczkowska (2003-2012), dr hab. Elżbieta Cipora (2012-2020).

## Wykładowcy i współpracownicy
Pracownicy uczelni pochodzą z różnych środowisk. Są to osoby wykorzystujące swą wiedzę w praktyce (np. w pracy w organizacjach oraz firmach) i przekazujące ją dalej studentom. Są to także  wykładowcy z dużych ośrodków akademickich (Rzeszów, Kraków, Lublin). Wykładowcami uczelni zostali m.in.:
- Jacek Mączka – literatura polska i światowa;
- dr hab. Robert Lipelt – literatura;
- dr hab. Tomasz Chomiszczak – historia;
- dr Henryk Olszański – wykładowca w Instytucie Kulturoznawstwa (2003–2005);
- Andrzej Olejko – historia (od 2003);
- dr Monika Brewczak – wykładowca w Instytucie Społeczno-Artystycznym;
- Alicja Wosik – przedmioty medialne (2007–2012)[39].
- Witold Nowak – zatrudniony w Zakładzie Pracy Socjalnej
- ks. dr Andrzej Skiba – wykładowca religii euroregionu[40]
- ks. Wiesław Kałamarz – duszpasterz akademicki
- Damian Kurasz – wykładowca przedmiotów muzycznych w Instytucie Humanistyczno-Artystycznym (2003–2009)[41][42]
- Dominik Wania – wykładowca przedmiotów muzycznych[43]

Na rzecz uczelni działał lekarz i samorządowiec Jan Pawlik, który pełnił funkcję przewodniczącego konwentu uczelni.

## Struktura uczelni[27]

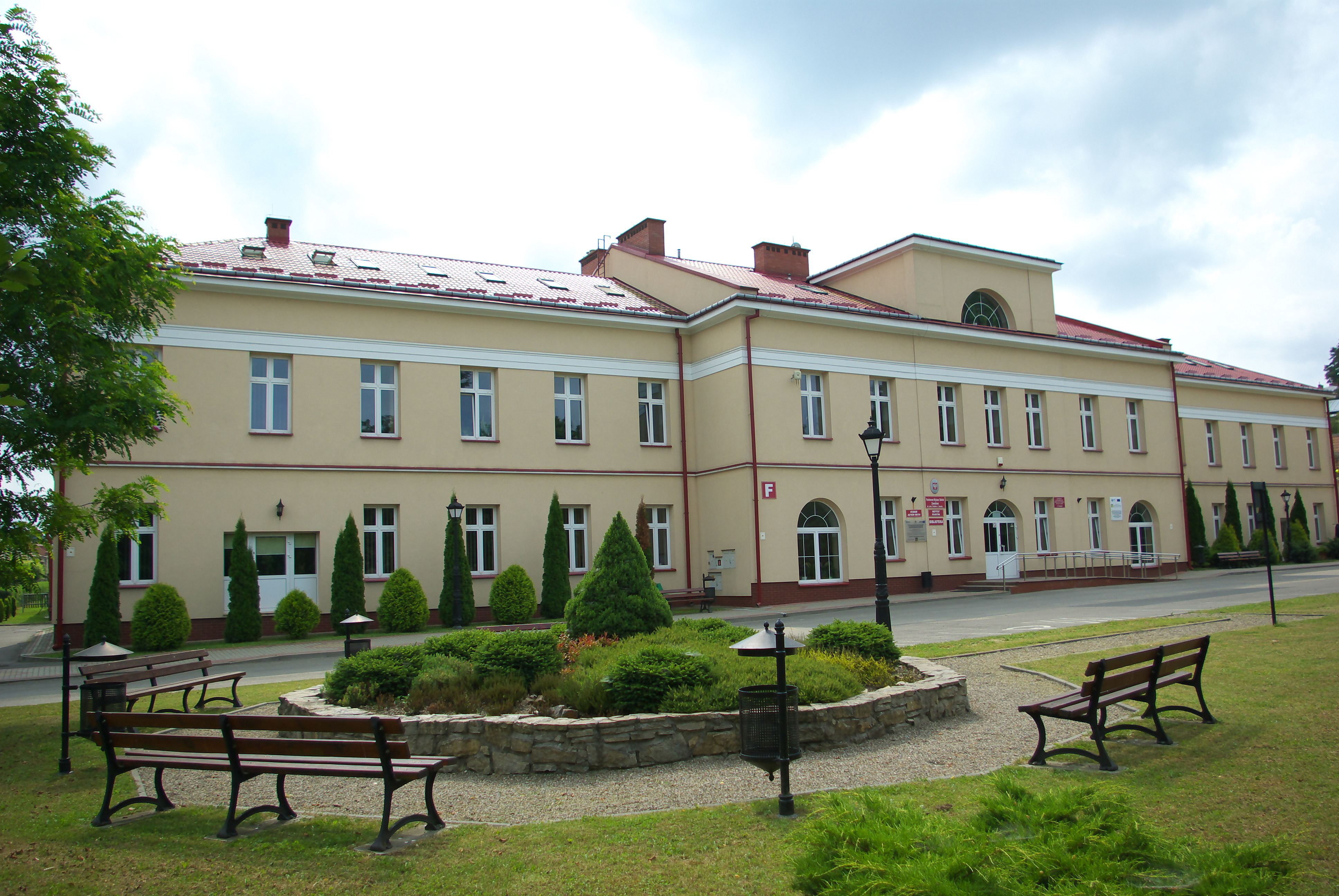
Instytut Gospodarki Rolnej i Leśnej przy ul. Żwirki i Wigury

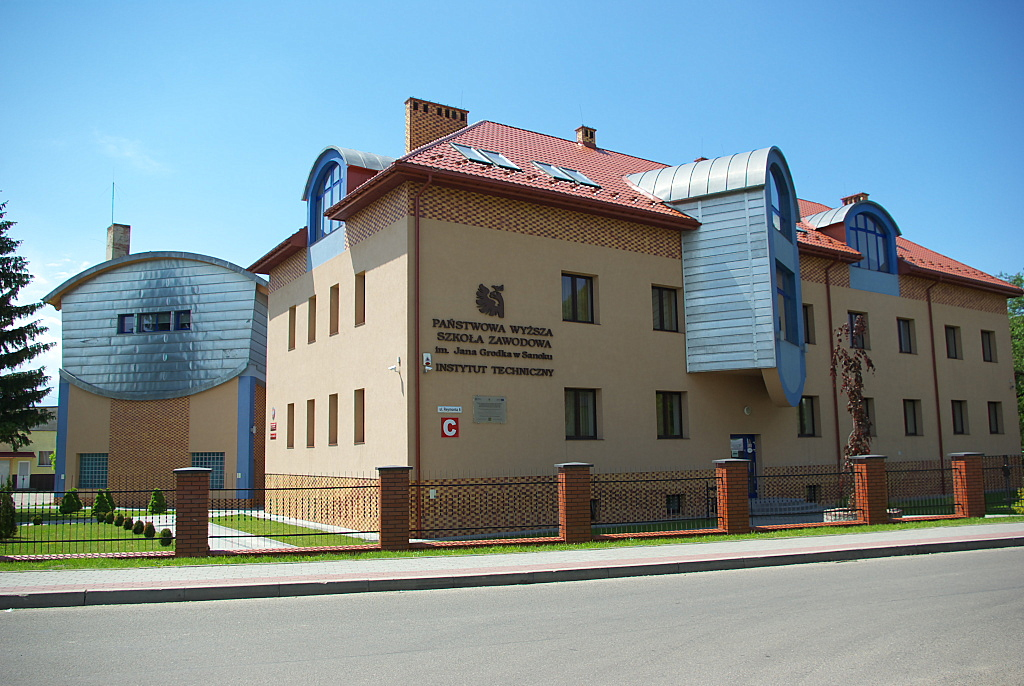
Instytut Techniczny przy ul. Reymonta

- Instytut Nauk Społecznych – dyrektor: dr hab. Piotr Frączek. prof. ucz. 
  - Zakład Pracy Socjalnej – kierownik: mgr Ewelina Kleszcz-Ciupka 
  - Zakład Pedagogiki – kierownik: dr Katarzyna Serwatko
  - Zakład Ekonomii – kierownik: dr Jolanta Karolczuk
  - Zakład Bezpieczeństwa Wewnętrznego – kierownik: dr inż. Mariusz Stopa
- Instytut Medyczny – dyrektor: dr Izabela Gąska
  - Zakład Pielęgniarstwa – kierownik: mgr Elżbieta Trebenda
  - Zakład Ratownictwa Medycznego – kierownik: mgr Krzysztof Sośnicki
- Instytut Techniczny – dyrektor: dr Grzegorz Klimkowski
- Instytut Gospodarki Rolnej i Leśnej – dr Janusz Kilar
- Studium Języków Obcych – kierownik: mgr Michał Żuk

## Kierunki kształcenia
Aktualnie Uczelnia oferuje możliwość kształcenia na studiach pierwszego (studia licencjackie i inżynierskie), drugiego stopnia oraz jednolitych magisterskich.
- Bezpieczeństwo wewnętrzne
- Ekonomia
- Fizjoterapia
- Gospodarka w ekosystemach rolnych i leśnych
- Informatyka
- Mechanika i Budowa maszyn
- Pedagogika
- Pedagogika przedszkolna i wczesnoszkolna
- Pielęgniarstwo
- Praca socjalna
- Ratownictwo medyczne

## Działalność akademicka
Koła Naukowe

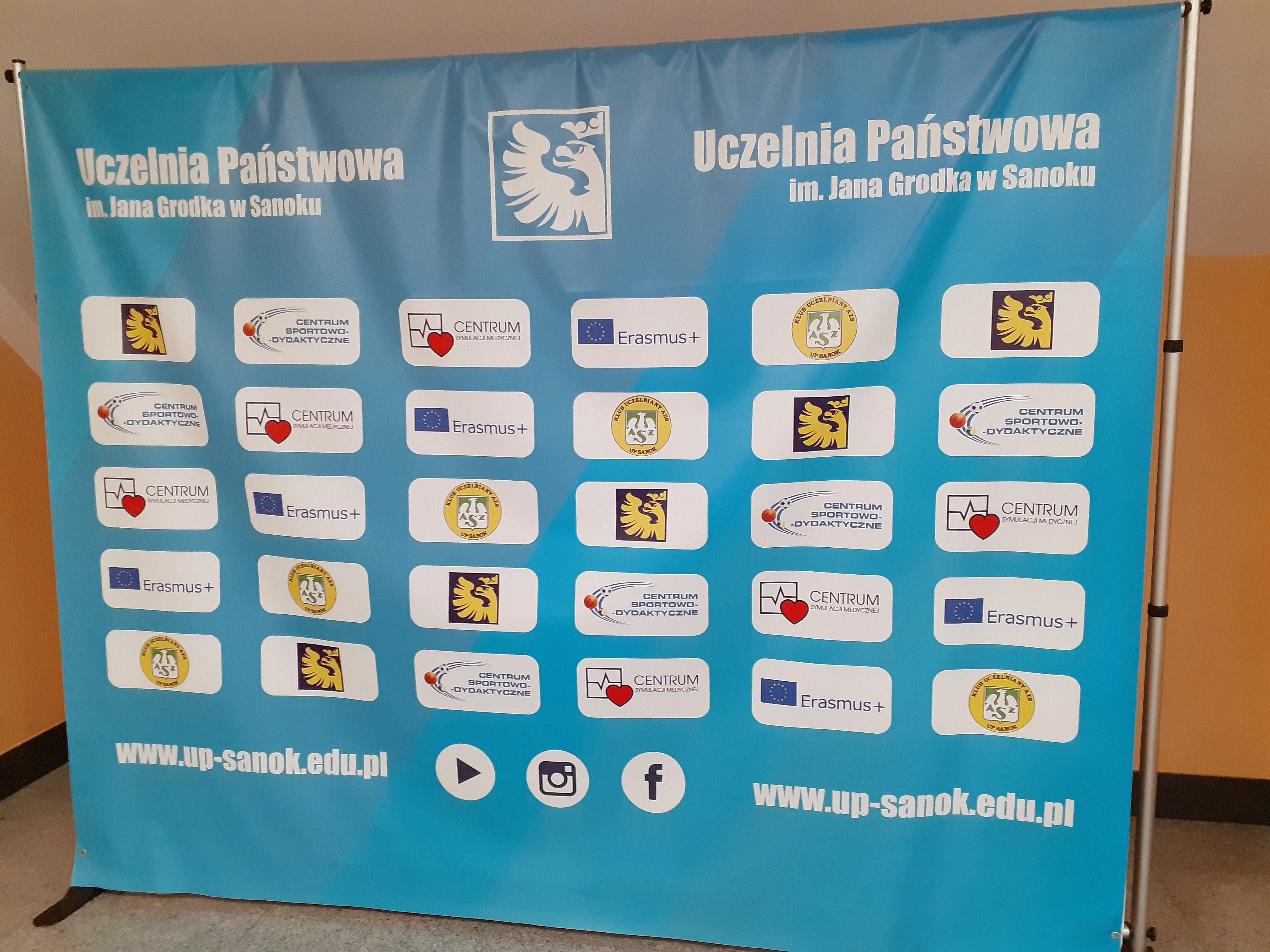
Baner reklamowy uczelni

• Studenckie Koło Naukowe Mechaników – Opiekun koła: dr inż. Zygmunt Żmuda,

• Koło Naukowe „Agroekolog” – Opiekun koła: prof. dr hab. Kazimierz Klima,

• Koło Naukowe Młodych Pedagogów – Opiekun koła: mgr Patrycja Pater,

• Studenckie Koło Naukowe Pielęgniarek – Opiekun koła: dr Krzysztof Jakubowski,

• Studenckie Koło Naukowe Ratowników Medycznych – Opiekun koła: dr Jarosław Sawka,

• Studenckie Koło Naukowe Służb Społecznych Zakładu Pracy Socjalnej „Przyjazna dłoń” – Opiekun koła: mgr Edyta Dziadosz,

• Koło Naukowe Fotografii Przyrodniczej „FOTOsynteza” – Opiekun Koła dr Marian Szewczyk
Koła zainteresowań
• Akademicki Klub Turystyczny – Opiekun koła: dr hab. Robert Lipelt,

• Studenckie Koło Wolontariatu – Opiekun koła: mgr Małgorzata Dżugan,

• Koło Zainteresowań Klub Honorowych Dawców Krwi PCK "Studencki Dar" – Opiekun koła: mgr Edyta Krowicka,

• Klub Uczelniany Akademickiego Związku Sportowego UP w Sanoku – Opiekun: mgr Barbara Nikody

## Wyróżnienia
- Nagroda Burmistrza Sanoka (2009)[48].
- Uczelnia Liderów 2015, 2016[49], 2017[50], 2019[51]

## Upamiętnienia
- Przed budynkiem przy ulicy Mickiewicza 21 został ustanowiony kamień pamiątkowy upamiętniający 2 Pułk Strzelców Podhalańskich[52]. Upamiętnia żołnierzy 2 Pułku Strzelców Podhalańskich oraz AK. Projektantem obelisku był st. chorąży Andrzej Siwiec. Pomnik zawiera herb 2 PSP oraz tablicę z inskrypcją o treści: Pamięci żołnierzy 2 PSP i ich kontynuatorom z AK Obwodu „SAN” w walce o niepodległość Polski. Społeczeństwo Ziemi Sanockiej[53].
- W październiku 2003 na terenie uczelni zostało zasadzone przez Zarząd Rejonowy Ligi Ochrony Przyrody w Sanoku drzewo pamiątkowe, dąb czerwony, z okazji Narodowego Dnia Święta Niepodległości[25].